# Абдрахманов, Юсуп Абдрахманович

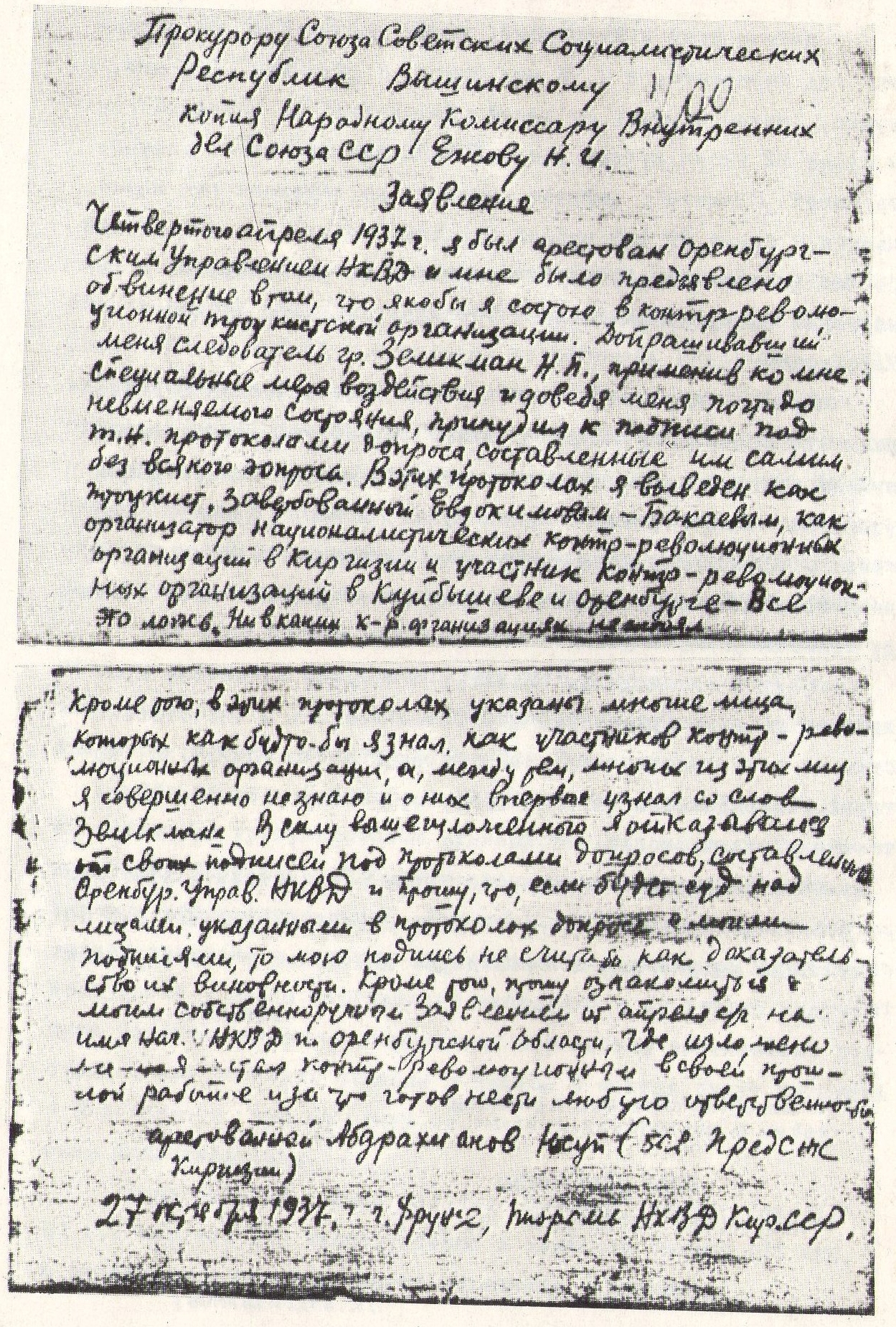
Заявление Ю.Абдрахманова из НКВД

Юсуп Абдрахманович Абдрахманов (кирг. Жусуп Абдрахман уулу Абдрахманов; 28 декабря 1901, Пржевальский уезд, Семиреченская область — 3 ноября 1938, Таш-Дёбё, Кантский район, Киргизская ССР) — киргизский советский государственный и политический деятель, первый председатель Совета народных комиссаров Киргизской АССР. Герой Кыргызской Республики (2021, посмертно).

## Биография
Родился 21 декабря 1901 года в с. Чиркей Кунгей — Аксуйской волости Пржевальского уезда Семиреченской области в обеспеченной семье манапа. Отец — Абдырахман Балапанов — манап, бий, волостной управитель.
Окончил 3-х классную русско-туземную школу тринадцатилетним подростком поступил в с. Сазановка (ныне село Ананьево). С 1914 продолжил учёбу в Каракольском высшем начальном училище, которую не окончил из-за восстания 1916 года, в котором принимал участие. С началом восстания 1916 года семья вынуждена, как и многие киргизские семьи, бежать в западный Китай. Отец умер от тифа, а мать и 7 ближайших родственников были убиты в декабре 1916 г. казаками в местности Чон Капкак, что между Нарынкол и Каркыра. Оставшись сиротой в 15 лет, вместе с младшим братом Токо (ок. 1909 г.р.) Юсуп вернулся на родину, где работал конюхом, дворником у офицеров Каракольского гарнизона. И занимался другим тяжёлым ручным трудом.
Служил в Красной Армии, сражаясь на Семиреченском фронте. Стоял у истоков киргизского комсомола, являлся делегатом знаменитого III съезда ВЛКСМ (1920), где был избран в состав президиума. В 1922 разгорелась групповая борьба по поводу горной области и её вхождении КАССР, где Ж.Абдрахманов отстаивал идею о входе области в состав РСФСР. Затем работал в аппарате ЦК РКП(б). В 1924 году окончательно определил границы современной Киргизии.
Поставив целью претворение на деле идеи свободного самоопределения народа, Юсуп Абдрахманов совместно с Абдыкеримом Сыдыковым, Ишеналы Арабаевым и другими ещё в начале 20-х годов выдвинул предложение о создании в составе Туркестанской республики Горной области. Выступал с грандиозным проектом по созданию Каракиргизско-Каракалпакской автономии от Иссык-Куля до Аральского моря со столицей в Джалал-Абаде.
12 марта 1927 года в 26 лет был назначен председателем Совета народных комиссаров Киргизской АССР. На посту главы исполнительной власти республики проводил необычайно смелую, независимую от центра политику. В письмах Сталину от ноября 1929 года и от апреля 1930 года отстаивал идею преобразовать Киргизскую АССР в союзную республику, прекратить наносящую ущерб практику тройственного подчинения республики союзному Центру, РСФСР и Средазбюро. Впоследствии данная позиция была оценена как национализм.

Мемормиальная доска в Оренбурге

Наблюдая экономические трудности в Киргизской АССР начала 1930-х гг., стал высказывать скептическое отношение к сталинским мероприятиям. Отказался выполнять установленные высокие планы по хлебозаготовкам, с чем связывают отсутствие голода в Киргизской АССР в те годы, когда в масштабах СССР он имел массовый характер. В своей объяснительной на имя заместителя председателя Президиума ЦКК ВКП(б) Юсуп Абдрахманов писал: «…Лучше пускай нас снимут за невыполнение плана, чем за то, что мы довели республику до положения Казахстана».
В Киргизской АССР тогда нашли спасение сотни тысяч беженцев с Казахстана, ранее с Украины и Поволжья. В 1990 годах на запрос Республики Казахстан о количестве беженцев от голода в Киргизскую ССР, из всех соседних республик только Кыргызская Республика дала более точное количество беженцев.
В сентябре 1933 года был снят с занимаемой должности, а через месяц — исключён из партии «за непартийное поведение, выразившееся в том, что он под влиянием группы троцкистов, неискренне защищая решения партии, на деле их извращал». Обращения в ЦК с апелляцией к результату не привели.
Арестован 4 апреля 1937 года. Ему вменялась в вину связь с руководством вымышленного «пантюркистского центра (с 1923 г.) Рыскуловым, Ходжаевым, Асфендияровым, Ходжановым», а также принадлежность к никогда не существовавшей «антисоветской террористической диверсионно-предательской Социал-Туранской партии, действовавшей в блоке с правотроцкистской организацией, которая ставила своей целью свержение Советской власти, отторжение Киргизии от СССР и создание буржуазно-националистического государства с ориентацией на Англию». 
В допросах Турара Рыскулова говорится, что Абдрахманов один из активных деятелей Социал-Туранской партии.
К опальному деятелю применяли особые меры воздействия и, доведя его до невменяемого состояния, принудили подписаться под ложными показаниями. Позже Абдрахманов написал заявления на имя генпрокурора СССР Вышинского и главы НКВД Ежова, в которых отказался от показаний в протоколах. Цитата из письма:

Допрашивавший меня следователь гр. Зеликман Н. П., применив ко мне специальные меры и доведя меня почти до невменяемого состояния, принудил к подписи под т. н. протоколами допроса, составленными им самим без всякого допроса… Всё это ложь, ни в каких контр-революционных организациях я не состоял. Кроме того, в этих протоколах указаны многие лица, которых как будто бы я знал как участников контр-революционных организаций. А между тем, многих из этих лиц я совершенно не знаю и о них впервые узнал со слов Зеликмана. В силу вышеизложенного я отказываюсь от своих подписей под протоколами допросов, составленных Оренбургским управлением НКВД и прошу, что если будет суд над указанными лицами в протоколах, то мою подпись не считать как доказательство их виновности.

### Смерть. Реабилитация
Расстрелян 3 ноября 1938 года. Реабилитирован в 1958 году. В партийном отношении реабилитирован в 1989 г.
В 1991 г. тела погибших были найдены благодаря признанию одного из бывших сотрудников НКВД Киргизии. Отец Бубуры Кыдыралиевой, находясь при смерти в 1980 году, рассказал дочери тайну расстрела во время сталинских репрессий.
После смены власти и развала СССР, она предала эту тайну огласке. Тела были сброшены в печь для обжига кирпича на Чон-Таше: мусульман, христиан, буддистов, иудеев. Среди них — основатели киргизского советского государства, первые наркомы.
При раскопках было обнаружено пространство размером 4×4 м на глубине 40 см, в котором находилось 137 скелетов людей, при некоторых были личные документы. После эксгумации тела перевезли на кладбище «Ата-Бейит» («Пантеон отцов») в 100 м от раскопок. 30 августа 1991 года состоялась государственная траурная церемония перезахоронения останков жертв сталинских репрессий, найденных на Чон-Таше. На следующий день, 31 августа 1991 года, была провозглашена независимость суверенного Кыргызстана.
Похоронен в мемориальном комплексе «Ата-Бейит». Надгробный памятник с его именем и именем жены, умершей в 1978 году, также установлен на Ала-Арчинском кладбище.

### Краткая хронология
- 1910—1915 — Учился в Сазановской (ныне с. Ананьево) русско-туземной школе.
- 1915—1916 — Продолжал учёбу в Каракольском городском высшем начальном училище.
- 1916—1917 — Вместе с родственниками после подавления национально-освободительного восстания находился в Китае.
- 1917—1918 — Работал батраком по найму у офицеров Каракольского гарнизона, один из которых увёз его с собой в город Верный (ныне Алма-Ата).
- 1918—1919 — Участвовал в вооружённой борьбе против белоказаков на Северном Семиреченском фронте.
- 1919 — Вступил в ряды РКП(б), избран членом райкома Верненского гарнизона. Избран также членом Семиреченского областного организационного бюро комсомола и членом Президиума Туркестанского бюро РКСМ.
- 1920 — Участвовал в работе 1 съезда РКСМ Туркестана, избран членом исполнительного бюро Семиреченского обкома комсомола, а также председателем комиссии «по работе среди туземной молодёжи» и представителем обкома РКСМ в обкоме партии. Участвовал в работе 3 съезда РКСМ в Москве, беседовал с В. И. Лениным.
- 1920—1921 — Ответсекретарь Алма-Атинского уездно-городского комитета КПТ (Компартии Туркестана).
- 1921 — Секретарь Талды-Курганского уездно-городского комитета КПТ.
- 1921—1922 — Секретарь Каракольского уездно-городского комитета КПТ.
- 1922—1923 — Заведующий орготделом Пишпекского уездно-городского комитета КПТ.
- 1923—1924 — Заведующий орготделом Джетысуйского (Семиреченского) областного комитета КПТ.
- 1923 — Избран кандидатом в члены ЦИК СССР и кандидатом в члены ВЦИК РСФСР, а также 7 съездом КПТ — членом Центральной Контрольной Комиссии Компартии Туркестана.
- 1924 — Избран членом Президиума ЦИК Туркестанской Республики, назначен ответсекретарем Туркестанского ЦИКа.
- 1924 — председатель «Национального оргбюро», созданного ЦК Компартии Туркестана для создания Киргизской автономной области[5][6].
- 1924—1925 — Ответственный секретарь Киргизского Облпартбюро.
- 1925 — Зам. зав. организационно-распределительным отделом Среднеазиатского бюро ЦК РКП(б).
- 1925 — Член комиссии УКК-НРК РКИ СССР. Командирован в г. Мешхед (Персия).
- 1925—1926 — Инструктор организационно-распределительного отдела ЦК ВКП(б).
- 1926—1927 — Первый заместитель председателя облисполкома Киргизской автономной области, а также член Президиума Среднеазиатского экономического совещания (СредЭКОСО), избран членом бюро Киргизского обкома партии.
- 1927—1933 — Председатель Совета Народных Комиссаров Киргизской АССР[7]. С 1927 года член ВЦИК РСФСР, кандидат в члены Президиума ЦИК СССР и кандидат в члены Средазбюро ЦК ВКП(б). Летом 1933 года личный дневник Юсупа Абдрахманова попадает к Иосифу Сталину. 14 августа 1933 года, И.Сталин пишет записку ко всем членам Политбюро, ознакомиться с содержанием дневника Юсупа Абдрахманова. Все члены политбюро под роспись, выполнили требование И.Сталина.
- 1927-1934( 4 январь) Член президиума Центрального Исполнительного Комитета Союза ССР.
- 1933—1935 — Заместитель заведующего управлением животноводства Средне-Волжского краевого земельного отдела (г. Самара).
- 1935—1937 — Заместитель заведующего областным земельным отделом по животноводству Оренбургского облисполкома.
- 1937 — Арестован по обвинению в антисоветской деятельности.
- 1938 — Репрессирован.
- 1958 — Гражданская реабилитация.
- 1989 — Партийная реабилитация.

## Дружба с Л. Брик и В. Маяковским
В своём дневнике Абдрахманов откровенно пишет о высоких чувствах к известной футуристке и троцкистке Марии Яковлевне Натансон. В 1927 году Мария Натансон была исключена из партии за то, что была ярой сторонницей низвергнутого Льва Троцкого, и направлена во Францию.
Здесь она работает в промсекции Госплана и в силу профессионализма очень скоро становится ведущим экономистом. Здесь же происходит её знакомство с председателем республиканского Совета Народных Комиссаров Юсупом Абдрахмановым, переросшее в большое и сильное чувство.
Натансон знакомит Юсупа с семьёй. С тех пор Абдрахманов становится частым гостем в квартире в Гендриковском переулке, где собиралась творческая интеллигенция.

В 10 час. вечера поехал к Брикам. Повидал Аграновых, познакомился с Златой. У неё много общего с Лилей. Вит, как и вчера, ухаживает за собачкой Л. — отвратительно. Лиля убеждена, что Вит её очень глубоко любит, и она тоже его любит, но не очень, не так, как Вит. Более того, она считает возможным без боли для себя разрыв с Витом, если он не перестанет ревновать её к прошлому и не поймёт её отношение к Оське. В общем отзывается о Вите сдержанно лестно, но не совсем похвально. Л. почему-то не хочет, чтоб я об этих вещах рассказал родненькой. Она, видимо, не знает, что у меня нет и не будет никакого секрета от Мусеньки.— Из Дневников Ю. Абдрахманова. От 29 ноября 1930 года
Абдрахманов вместе с Маяковским и Бриками часто выезжают в музеи и устраивают литературные вечера. Юсуп дарит Лиле вышитое сюзане (узбекское цветастое панно), а Владимиру Маяковскому — драгоценного барашка — символ процветания республики. Среди подарков, преподнесённых Юсупу великим советским поэтом, были: чернильный набор, мраморный письменный набор и привезённый из поездки в США бритвенный набор фирмы «Gillette», невиданная по тем временам роскошь. В кругу литераторов Абдрахманов чувствует себя в своей стихии.
В своей книге «Ставка — жизнь. Владимир Маяковский и его круг» шведский литературовед-русист Бенгт Янгфельдт пишет о ретроспективной выставке Маяковского «20 лет работы», прошедшей 30 декабря 1929 года в квартире Маяковского и Бриков в Гендриковом переулке:

Поскольку столовая в Гендриковом была всего четырнадцать квадратных метров, стол вынесли, а на полу вдоль стен разместили тюфяки и подушки. На стенах развесили фотографии и плакаты Маяковского, а с потолка свисал длинных плакат, на котором большими буквами была написана фамилия виновника торжества: М-А-Я-К-О-В-С-К-И-Й. Мейерхольд привёз с собой костюмы: жилетки, парики, шляпы, шали, накладные бороды, маски и прочую театральную бутафорию — и взял на себя обязанности костюмера. Среди гостей были в основном коллеги-лефовцы, представители «компетентных органов», в их числе Горб (прим.- Моисей Горб), Сноб (прим.- Лев Эльберт), Горожанин и Яня с жёнами, а также люди с которыми Маяковского объединяли более сложные эмоциональные связи: Наташа Брюханенко, Нора Полонская (с мужем), Лев Кулешов и его жена Александра Хохлова. Присутствовала и дочь Краснощекова Луэлла . К разряду неожиданных гостей принадлежали молодой турецкий поэт Назым Хикмет и высокопоставленный партийный деятель Юсуп Абдрахманов.. Что же касается Лили, женщины, которую Маяковский любил больше всех, она на протяжении вечера беззастенчиво флиртовала с высокопоставленным партийцем, последним её завоеванием. Из всех поклонников Лили Юсуп Абдрахманов (1901—1938) — фигура наиболее загадочная. <…> Из письма Осипа Жене (прим.- Жемчужная Евгения Гавриловна) ясно, что Юсуп провёл несколько дней вместе с Лили в Ленинграде в конце июня 1929 года. <…> Молчание вокруг его имени не означает, что его присутствие осталось незамеченным, — напротив, экзотическая внешность, тюбетейка — всё это резко выделяло его из сплочённого круга писателей и художников. Замалчивание скорее объясняется тем, что сам факт его приглашения воспринимался как неловкость для Маяковского, который был вынужден на собственном юбилее наблюдать, как неотступно находившаяся рядом с Юсупом Лили периодически берёт трубку у него изо рта, вытирает её носовым платком и делает несколько затяжек сама. Реакция Маяковского на подарок Юсупа — деревянная овечка с запиской на шее, в которой содержалась просьба написать что-нибудь о разводимых в Киргизии овцах, — говорит сама за себя: вместо того чтобы поместить овечку на отведённый для подарков стол, Маяковский отложил её в сторону, даже не взглянув.

## Награды
Герой Киргизской Республики («Кыргыз Республикасынын Баатыры») — Указ Президента Кыргызстана от 31 августа 2021 года, (посмертно), за выдающиеся заслуги перед государством и народом Кыргызстана и в связи со 120-летием со дня рождения

## Память

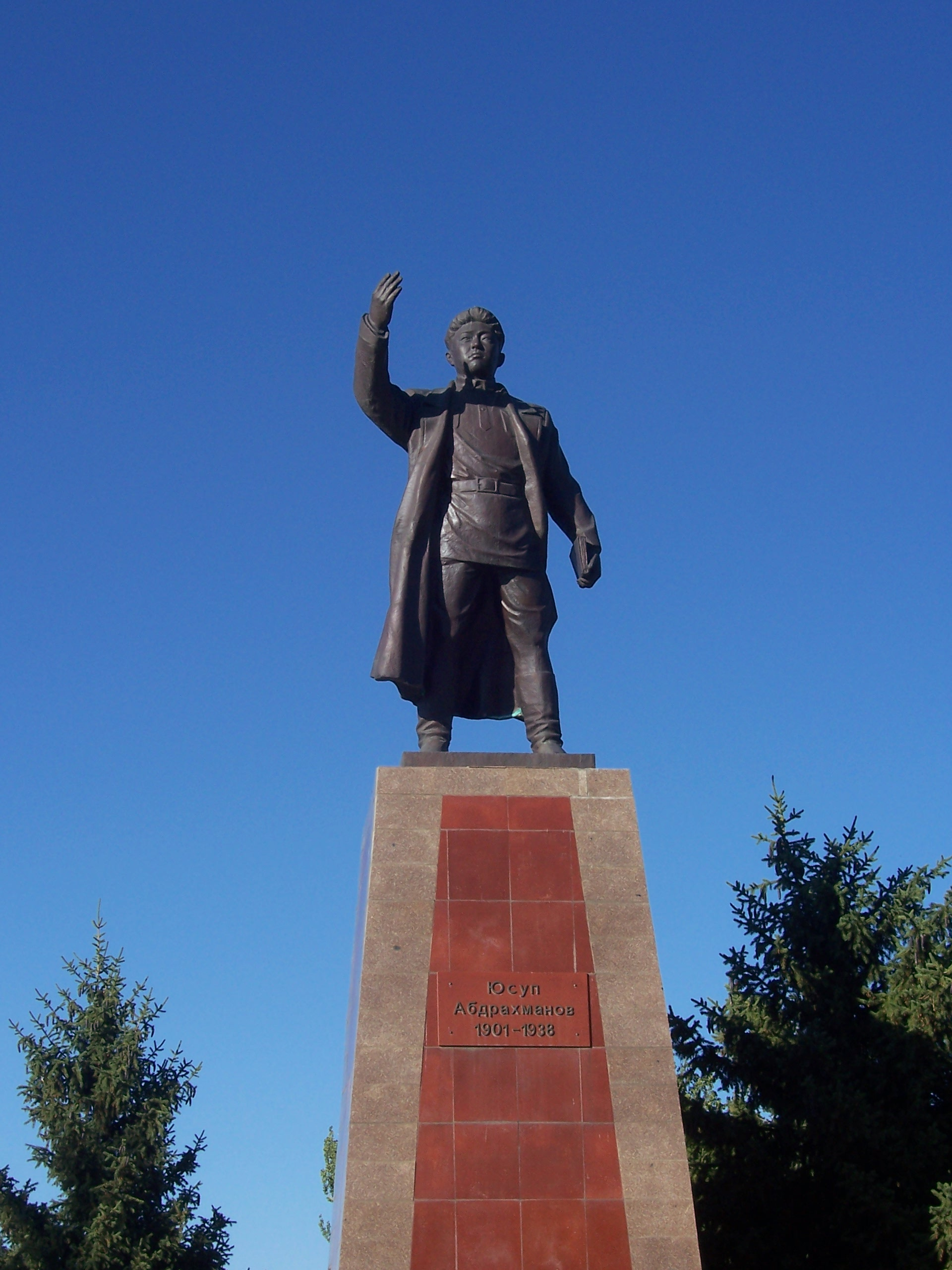
Памятник Юсупу Абдрахманову

- К 100-летию со дня рождения Ю. Абдрахманова в его родном селе Жаркынбаев Иссык-Кульского района установлен бюст[источник не указан 1744 дня].
- К 110-летию со дня рождения Юсупа Абдрахманова, в культурно — этнографическом центре «РУХ ОРДО» на берегу озера Иссык-Куль установлен памятник Юсупу Абдрахманову как основателю киргизской государственности[11].
- В мае 2018 года в Оренбурге состоялось открытие мемориальной доски в доме по улице Набережная, 18, где Юсуп Абдрахманов жил в 1935—1937 годах. В областном центре Оренбуржья он работал заместителем заведующего областным земельным отделом по животноводству Оренбургского облисполкома[12].
- В 2021 году в год 120-летия со дня рождения Юсупа Абдрахманова в Анкаре( Турция) состоялось открытие памятника Юсупу Абдрахмановичу Абдрахманову.
- В 2021 году президент Кыргызской Республики, Садыр Жапаров, вместе с потомками Юсупа Абдрахманова, передал на государственное хранение в Национальный Исторический Музей, подлинник дневника Юсупа Абдрахманова, объявив его важнейшим документом и национальным достоянием народа Кыргызстана.
- В декабре 2021 года в городе Чолпон-Ата( Кыргызстан Иссык-кульская область) состоялось открытие памятника Юсупу Абдрахмановичу Абдрахманову.
- В 2023 году в Кыргызстане создан полнометражный документальный фильм " Железный Путь Юсупа Абдрахманова- Кыргызский Турксиб" хронометраж 1-час 14 минут. Режиссер Темирбек Абдылдабекович Сманалиев
- В 2024 году в Москве(Россия) в серии ЖЗЛ, вышла книга посвященная Юсупу Абдрахмановичу Абдрахманову.

### Комментарии
1. ↑  Центр волости — нынешнее Ананьево[1] в Иссык-Кульском районе Иссык-Кульской области.
2. ↑  Абдрахман — образованная форма от имён двух братьев — Абдыраман и Ыраман.